# Harlekintaube
Die Harlekintaube (Phaps histrionica) ist eine Art aus der Gattung der Bronzeflügeltauben (Phaps) innerhalb der Familie der Tauben (Columbidae).
Sie kommt ausschließlich auf dem australischen Kontinent vor. Sie besiedelt Halbwüsten und Grassteppen und ist eine sehr nomadische Lebensweise. Die Art gilt nicht als bedroht. Die Umwandlung von Teilen ihres Verbreitungsgebietes in Weide- und Anbauflächen und die Nahrungskonkurrenz durch Weidevieh und eingeführte Kaninchen hat dazu geführt, dass sich ihr Verbreitungsgebiet verkleinert hat. Sie ist außerdem in den Regionen zurückgegangen, in denen sich die gleichfalls eingeführten Füchse angesiedelt haben. Die IUCN geht davon aus, dass die Art sich nicht in Regionen halten kann, die einen Fuchsbestand aufweisen.

## Erscheinungsbild

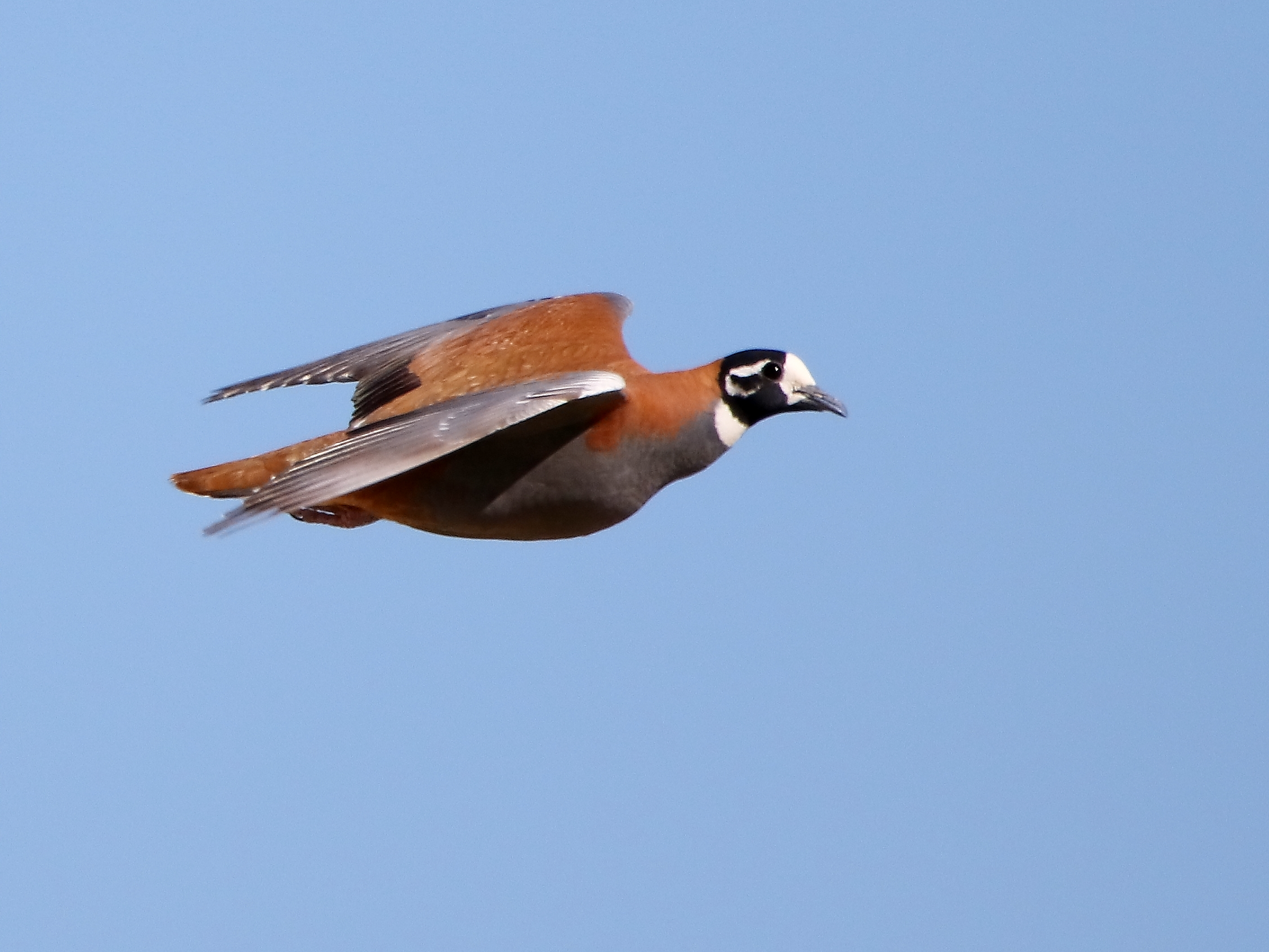
Harlekintaube im Flug

Die Harlekintaube erreicht eine Körperlänge von 28 Zentimetern. Größenmäßig liegt sie damit zwischen einer Lachtaube und einer Stadttaube. Verglichen zu diesen beiden Arten ist sie jedoch deutlich kompakter gebaut und hat im Verhältnis zur Körpergröße lange Flügel und einen kurzen Schwanz. Dieser Körperbau, der an die Gestalt eines Flughuhns erinnert, macht sie in ihrem Verbreitungsgebiet unverwechselbar. Keine andere der australischen Tauben weist dieses Erscheinungsbild auf. Die Art weist einen auffälligen Geschlechtsdimorphismus auf.
Der Kopf der männlichen Harlekintaube ist schwarz mit einigen weißen Farbpartien. Die Stirn ist weiß und hinter dem Auge verläuft ein halbmondförmiges weißes Band. Unterhalb der Kehle verläuft ein weiteres, breites weißes Band. Der Hinterhals, der Mantel, der Rücken, die inneren Flügeldecken, die Oberschwanzdecken sowie die mittleren Schwanzfedern sind rotbraun bis sandbraun. Die beiden äußeren Schwanzfedern sind deutlich dunkler rotbraun. Dem Weibchen fehlt die kontrastreiche schwarzweiße Kopfzeichnung. Bei ihr ist der Kopf überwiegend schwarzbraun und die Partien, die beim Männchen weiß sind, sind bei ihr cremefarben bis gräulich. 

## Verbreitung und Verhalten
Die Harlekintaube kommt ausschließlich auf dem australischen Kontinent vor und besiedelt hier aride Zonen im Zentrum des Kontinents. Ihr präferierter Lebensraum sind Grassteppen und Halbwüsten. Sie kommt jedoch auch in Buschland, im Randbereich von Wüsten sowie nur spärlich mit Bäumen bestandenen Eukalyptussavannen vor. 
Während sie in den Randgebieten ihres Verbreitungsgebietes gelegentlich auch einzeln beobachtet wird, kommt sie im Zentrum ihres Verbreitungsgebietes in sehr großen Schwärmen vor. Diese Schwärme suchen am Boden nach Nahrung und sind wegen ihres sandfarbenen Gefieders sehr unauffällig. Das Nahrungsspektrum der Harlekintaube umfasst Gras- und Kräutersamen sowie gelegentlich auch junge, grüne Pflanzenteile. Sie hat sich mittlerweile auch darauf spezialisiert, unverdaute Samen aus den Dungfladen von Rindern herauszupicken. Der Aktivitätshöhepunkt ist ähnlich wie bei anderen Bronzeflügeltauben am frühen Morgen und späten Abend. Während der heißen Tageszeit ruhen die Tauben auf dem Grund, wo immer sie Schatten finden. Harlekintauben müssen jeden Tag trinken und fliegen häufig viele Kilometer, um an Wasserstellen zu gelangen. 
Wie bei vielen Arten arider Lebensräume schreitet die Harlekintaube zur Brut, sobald ihr Lebensraum ihr dafür geeignete Bedingungen bietet. In den meisten Jahren fällt im Süden ihres Verbreitungsgebietes der Höhepunkt der Fortpflanzungszeit in die Monate September bis Dezember und im Norden in die Monate März bis Juli. Sie brütet gewöhnlich in losen Kolonien. Das Nest ist eine flache Mulde auf dem Boden, die mit etwas trockenem Gras und einigen Zweigen ausgelegt ist. Das Gelege besteht aus zwei Eiern. Die Brutzeit beträgt 16 Tage. Die Jungvögel können bereits nach sechs bis sieben Tagen das Nest verlassen.

### Weblink
- Phaps histrionica in der Roten Liste gefährdeter Arten der IUCN 2013.2. Eingestellt von: BirdLife International, 2012. Abgerufen am 6. Februar  2014.